# ميشائيل ليندل
ميشائيل لينادل (بالألمانية: Michael Liendl)‏ (25 أكتوبر 1985 بغراتس في النمسا - ) هو لاعب كرة قدم نمساوي في مركز الوسط. شارك مع منتخب النمسا تحت 17 سنة لكرة القدم ومنتخب النمسا تحت 19 سنة لكرة القدم ومنتخب النمسا تحت 20 سنة لكرة القدم ومنتخب النمسا لكرة القدم. أما مع النوادي، فقد لعب مع أوستريا فيينا وتفينتي أنشخيدة وفورتونا دوسلدورف وميونخ 1860 ونادي فولفسبيرغر وغراتزر أي كاي وKapfenberger SV ‏.

## وصلات خارجية
- ميشائيل ليندل على موقع قاعدة بيانات كرة القدم.إي يو (الإنجليزية)
- ميشائيل ليندل على موقع ناشيونال فوتبول تيمز (الإنجليزية)
- ميشائيل ليندل على موقع Soccerway.com (الإنجليزية)
- ميشائيل ليندل على موقع عالم كرة القدم.نت (الإنجليزية)